# Komisija za odnose s Slovenci v zamejstvu in po svetu Državnega zbora Republike Slovenije
Komisija za odnose s Slovenci v zamejstvu in po svetu je komisija Državnega zbora Republike Slovenije.

## Delovanje
»Komisija spremlja in obravnava problematiko avtohtonih slovenskih narodnih manjšin v zamejstvu in Slovencev po svetu ter s tem povezano usmerjanje finančne podpore za Slovence v zamejstvu in po svetu. Spremlja in skrbi za izvajanje resolucije o položaju avtohtonih slovenskih manjšin v sosednjih državah in s tem povezanimi nalogami državnih in drugih dejavnikov Republike Slovenije ter vzdržuje redne stike s predstavniki Slovencev v zamejstvu in po svetu. Državnemu zboru poroča o pomembnih zadevah s tega področja ter pripravlja predloge sklepov in odločitev ter obvešča pristojna delovna telesa državnega zbora o zadevah, ki se nanašajo na posamezne predloge zakonov in drugih aktov v zvezi s Slovenci v zamejstvu in po svetu. Komisija Državnega zbora Republike Slovenije za odnose s Slovenci v zamejstvu in po svetu sodeluje z Odborom za zunanjo politiko pri obravnavi zunanjepolitične problematike, ki zadeva tudi Slovence v zamejstvu in po svetu, razpravlja o pobudah in predlogih, ki jih v skladu s poslovnikom državnega zbora pošiljajo državnemu zboru organizacije Slovencev v zamejstvu in po svetu, hkrati pa sodeluje z drugimi državnimi organi na področju odnosov s Slovenci v zamejstvu in po svetu.«

## Sestava
2. državni zbor Republike Slovenije
- izvoljena: 29. maj 1997
- predsednik: Marijan Schiffrer
- podpredsednik: Davorin Terčon
- člani: Samo Bevk, Ivo Hvalica, Zmago Jelinčič, Zoran Lešnik, Jože Možgan, Maria Pozsonec

3. državni zbor Republike Slovenije
- izvoljena: 27. marec 2001
- predsednik: Franc Pukšič
- podpredsednik: Jože Avšič
- člani: Janez Podobnik, Bogdan Barovič, Jožef Kavtičnik, Samo Bevk, Jožef Bernik, Ivan Kebrič, Bogomir Vnučec, Maria Pozsonec

4. državni zbor Republike Slovenije
- izvoljena: ?
- predsednik: Janez Kramberger
- podpredsednik: Miro Petek
- člani: Samo Bevk, Aleš Gulič, Drago Koren, Maria Pozsonec, Franc Pukšič, Boštjan Zagorac, Franc Žnidaršič